# Macroglosia
La macroglosia es un trastorno en el que la lengua es más grande de lo normal (en posición de reposo protruye más allá del reborde alveolar) generalmente debido a un aumento en la cantidad de tejido y no debido a un crecimiento externo como en el caso de un tumor.
La macroglosia puede causar anomalías dento-músculo-esqueléticas, crear problemas en la
masticación, fonación y manejo de la vía aérea e inestabilidad del tratamiento de ortodoncia o cirugía ortognática.

## Historia
La macroglosia ha sido descrita en la literatura. Galeno la mencionó por primera vez en el siglo II y la ilustraron en esculturas medievales. Cierto número de casos se registraron en los siglos XVI y XVII. En 1658 se llevó a cabo el tratamiento quirúrgico de un caso de macroglosia causado por envenenamiento por mercurio y en 1680 Thomas Bartholin operó un paciente con macroglosia. En 1854 se publicó el primer informe de una macroglosia congénita secundaria a un hamartoma linfático.

## Etiología
Se puede dividir en cuatro causas principales:
- Congénitas: hemangioma, linfangioma y tiroides lingual.
- Inflamatorias: Tuberculosis, actinomicosis, infección dental, etc.
- Traumáticas: irritación dental, hematoma, cálculo sublingual, inflamación postoperatoria, etc.
- Neoplasias: lesiones malignas y benignas.

## Cuadro clínico
Esta malformación se puede observar en ciertos trastornos hereditarios o congénitos, incluyendo:
- Síndrome de Beckwith-Wiedemann (azúcar bajo en la sangre en un recién nacido con macroglosia y otros órganos agrandados)
- Hipotiroidismo congénito (recién nacido con disminución o, rara vez, ausencia de producción de hormona tiroidea)
- Síndrome de Down (en relación con el tamaño de la cavidad oral)
- Amiloidosis primaria
- Acromegalia (exceso de hormona del crecimiento)

- Datos: Q524095
- Multimedia: Macroglossia / Q524095